# Наклонно-строчная видеозапись
Накло́нно-стро́чная видеоза́пись (англ. Helical scan) — способ магнитной записи телевизионного сигнала, при котором получаемые дорожки видеозаписи располагаются под углом к направлению движения магнитной ленты. Техника наклонно-строчной магнитной записи может использоваться для регистрации любых высокочастотных сигналов на магнитной ленте, например, в катушечных или кассетных видеомагнитофонах, цифровом формате записи звука Digital Audio Tape, разных устройствах хранения компьютерных данных на ленте.

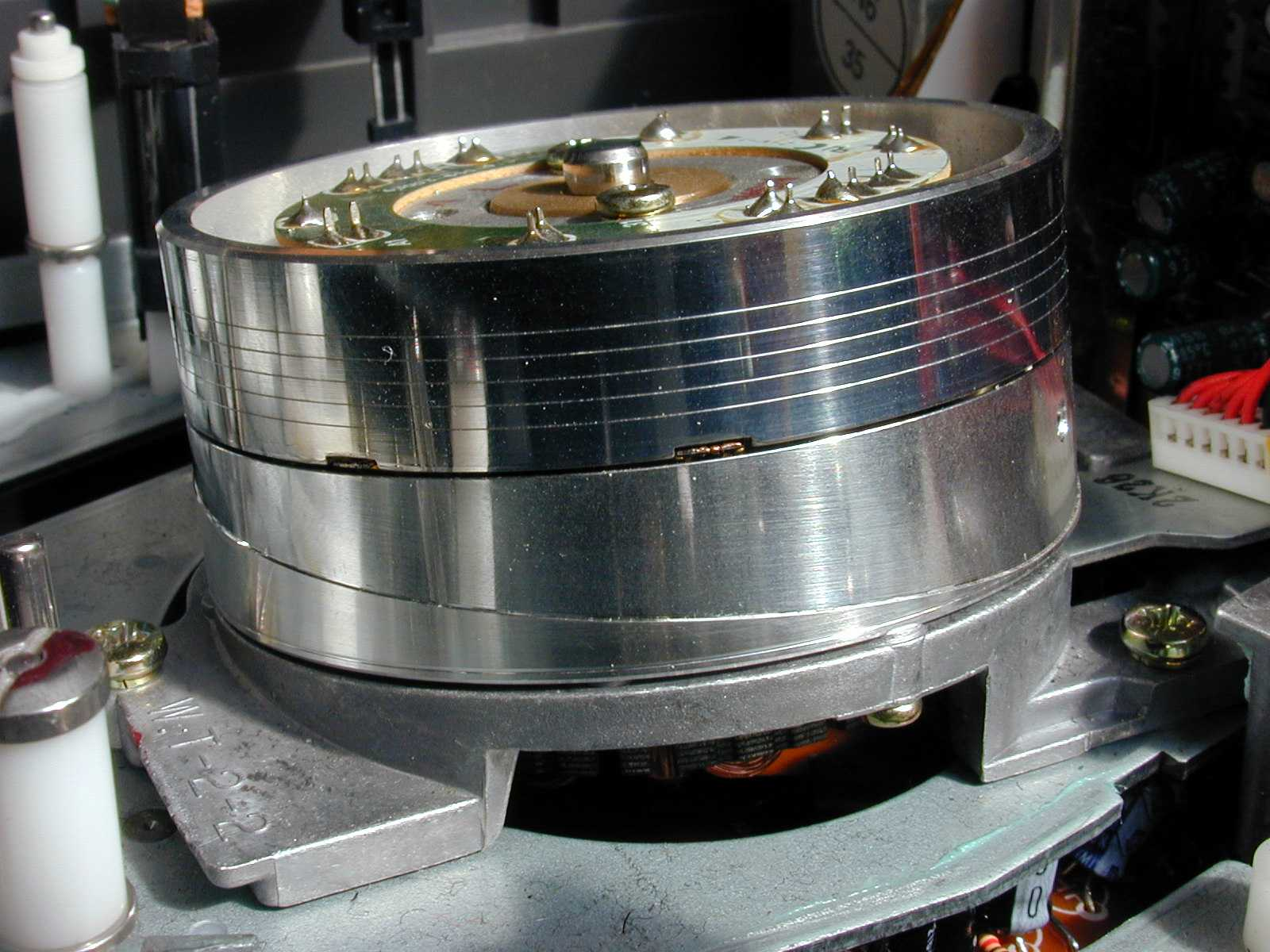
Барабан видеоголовок видеомагнитофона наклонно-строчной записи формата VHS. На нижней неподвижной части барабана видна спиральная направляющая магнитной ленты

## Историческая справка
Разработанный в 1956 году фирмой Ampex способ поперечно-строчной записи имел ряд недостатков, наиболее существенным из которых была невозможность вывода на экран стоп-кадра, поскольку каждое телевизионное поле записывалось не целиком а подвергалось сегментации на несколько магнитных дорожек при записи разными видеоголовками по мере продвижения ленты. Каждая магнитная дорожка, записанная отдельной головкой, содержала сегмент телевизионного поля, состоящий из 16 строк развёртки. Поэтому, когда движение ленты останавливается, головкам магнитофона доступен только один такой сегмент поля. То же самое относится и к воспроизведению видео на нестандартной скорости, невозможному в сегментированных форматах. При наклонно-строчной видеозаписи появляется возможность записи каждого поля и даже целого кадра на одной дорожке, благодаря чему стоп-кадр реализуется с таким же успехом, как и замедленное или ускоренное воспроизведение.
Прототип устройства с наклонно-строчной видеозаписью был разработан Норикадзу Савадзаки в 1953 году. Независимо от него способ наклонно-строчной записи разрабатывался в ФРГ инженером Эдуардом Шюллером. Первые видеомагнитофоны, работающие по такому принципу, были разработаны фирмой «Бош» и использовали магнитную ленту шириной в 1 дюйм (25,4 мм).
Отсутствие сегментации в наклонно-строчной видеозаписи позволило также реализовать электронный видеомонтаж без блока кадровой памяти, и отказаться от физической склейки магнитной видеоленты с проявлением дорожек специальным составом, что приходилось делать монтажёрам в формате Quadruplex. Технология достаточно быстро вытеснила с рынка видеозаписи системы с поперечно-строчной записью благодаря меньшей сложности, повышенной надёжности, меньшим затратам на производство и обслуживание, меньшей массе устройств, сниженным затратам энергии, а также более гибким возможностям. Комплекс этих преимуществ позволил создать кассетные видеомагнитофоны, подходящие для домашнего использования.

## Принцип действия
Широкополосный видеосигнал записывается магнитными головками, установленными на специальном вращающемся барабане видеоголовок 3 (FIG. 1). Передача и приём сигнала с головок осуществляется с помощью встроенного вращающегося трансформатора. Магнитная лента 10 охватывает цилиндрический барабан с видеоголовками по спирали, благодаря чему головки при вращении барабана записывают на ленте наклонные строки видеосигнала.
Такой способ позволяет записать высокочастотный сигнал благодаря высокой скорости движения видеоголовок относительно магнитной ленты и применяется в большинстве форматов видеозаписи, в том числе VHS, Betamax, U-matic, Betacam, Hi8, DV, дюймовом формате «С» и т. д. Кроме того, наклонно-строчная запись применяется при цифровой регистрации других типов информации.

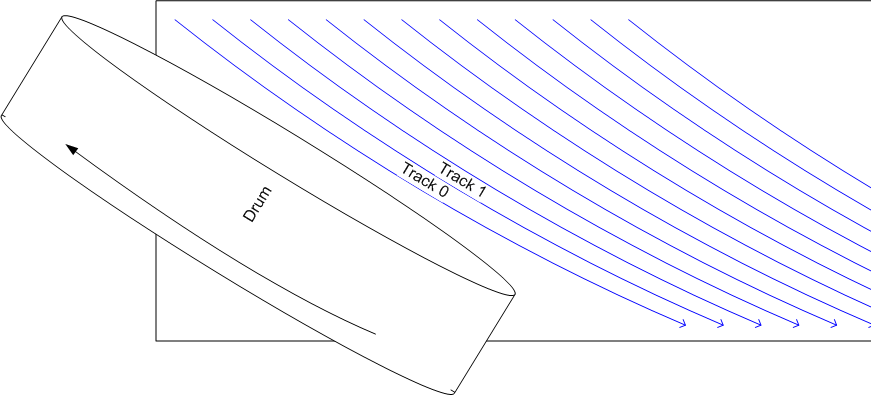
Принцип наклонно-строчной записи
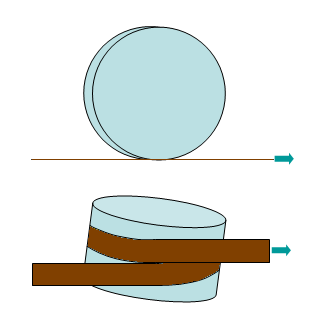
α-образная петля одноголовочных видеомагнитофонов
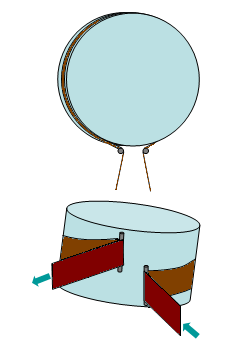
Ω-образная петля одноголовочных видеомагнитофонов
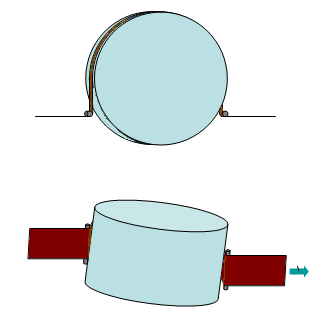
Ω-образная петля двухголовочных видеомагнитофонов

Существуют видеомагнитофоны наклонно-строчной записи с одной и двумя видеоголовками на барабане. При этом всегда полный телевизионный кадр записывается за один оборот барабана. В форматах с двумя головками каждая из них записывает одно телевизионное поле за пол-оборота. Современные видеомагнитофоны могут содержать на барабане значительно больше головок, поскольку в некоторых видеоформатах запись разных составляющих видеосигнала осуществляется разными головками. Однако принцип двухголовочной записи при этом сохраняется, поскольку все эти головки всё равно записывают одно поле. Двухголовочная схема получила наибольшее распространение из-за большей простоты лентопротяжного тракта, использующего Ω-образное движение ленты.

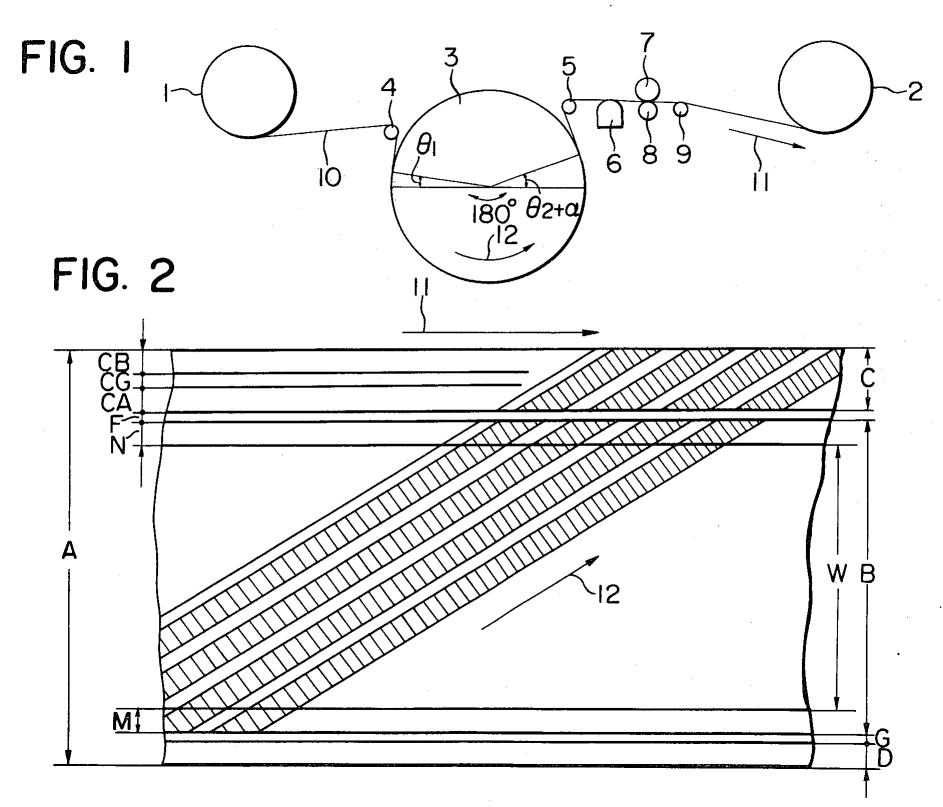
Схема наклонно-строчной видеозаписи

При описываемом способе видеозаписи на магнитной ленте получается сигналограмма, показанная на FIG. 2, где А — ширина магнитной ленты, В — ширина области видеозаписи, W — ширина области полного перекрытия видеоголовок, D управляющая дорожка, записываемая неподвижной магнитной головкой 6, и служащая для синхронизации движения ленты и вращения барабана видеоголовок, С — ширина двух звуковых дорожек, на которых записывается звуковое сопровождение неподвижными магнитными головками. Штрихи на дорожках видеозаписи изображают строчные гасящие импульсы, располагающиеся на соседних дорожках напротив друг друга за счёт расчёта геометрии сигналограммы. Это предотвращает сбой строчной синхронизации при отклонении видеоголовки и считывании сигнала соседней дорожки, отображающей соседнее поле изображения.
Такое расположение дорожек, в соответствии с «критерием строчной корреляции», повышает стабильность воспроизведения при отклонениях скорости ленты, а также в режимах замедленного или ускоренного просмотра.
Для синхронизации движения ленты и вращения барабана при воспроизведении, необходимой для точного следования видеоголовок по строкам сигналограммы, все видеомагнитофоны оснащаются системой автотрекинга.
В отличие от поперечно-строчной видеозаписи, при которой дорожки видеосигнала были почти перпендикулярны к направлению движения магнитной ленты, наклонно-строчная видеозапись позволяет увеличить длину дорожек и, как следствие, увеличить относительную скорость головка/лента при относительно компактных размерах и небольшой ширине плёнки. В то же время, большая длина видеодорожек накладывает повышенные требования к точности натяжения магнитной ленты, изменения которого могут приводить к временны́м ошибкам при воспроизведении. С развитием цифровой магнитной видеозаписи, вытеснившей аналоговую, наклонно-строчная система также применяется в большинстве цифровых видеомагнитофонов.

## Азимутальная запись
Любая система видеозаписи нацелена на то, чтобы хранить как можно большее количество информации на ленте заданной ширины, при этом информация на каждой следующей строке (то есть проходе головки) не должна нарушать ранее записанную информацию. Одним из способов решения данной проблемы является внедрение защитных промежутков (пустых областей между соседними строками записи), что приводит к нерациональному использованию дорогостоящей ленты. Во всех форматах катушечных видеомагнитофонов и ранних кассетных (например, VCR или U-matic) использовался этот способ.
В более поздних видеомагнитофонах с наклонно-строчной записью вместо этого использовался метод азимутальной видеозаписи, также известный как запись с симметричной фазой. В этом случае на барабане с двумя головками одна из них устанавливается с небольшим наклоном магнитного зазора влево, а вторая — вправо. Из-за разного наклона головок не происходит чтение информации, записанной под «неправильным» для данной головки углом, поэтому запись следующий строки можно производить без всяких защитных промежутков — одно телевизионное поле за другим и т. д. На практике ситуации, когда одна строка перекрывает какие-то данные отнюдь не редки. Азимутальная запись была использована не только в более поздних форматах видеозаписи (например, VHS или Betamax), но и в устройствах хранения цифровых данных.
Применение азимутальной видеозаписи позволяет использовать место на магнитной ленте, ранее оставляемое для защитных промежутков, и тем самым позволяет записывать больше информации на ленту той же длины.

## Практические проблемы

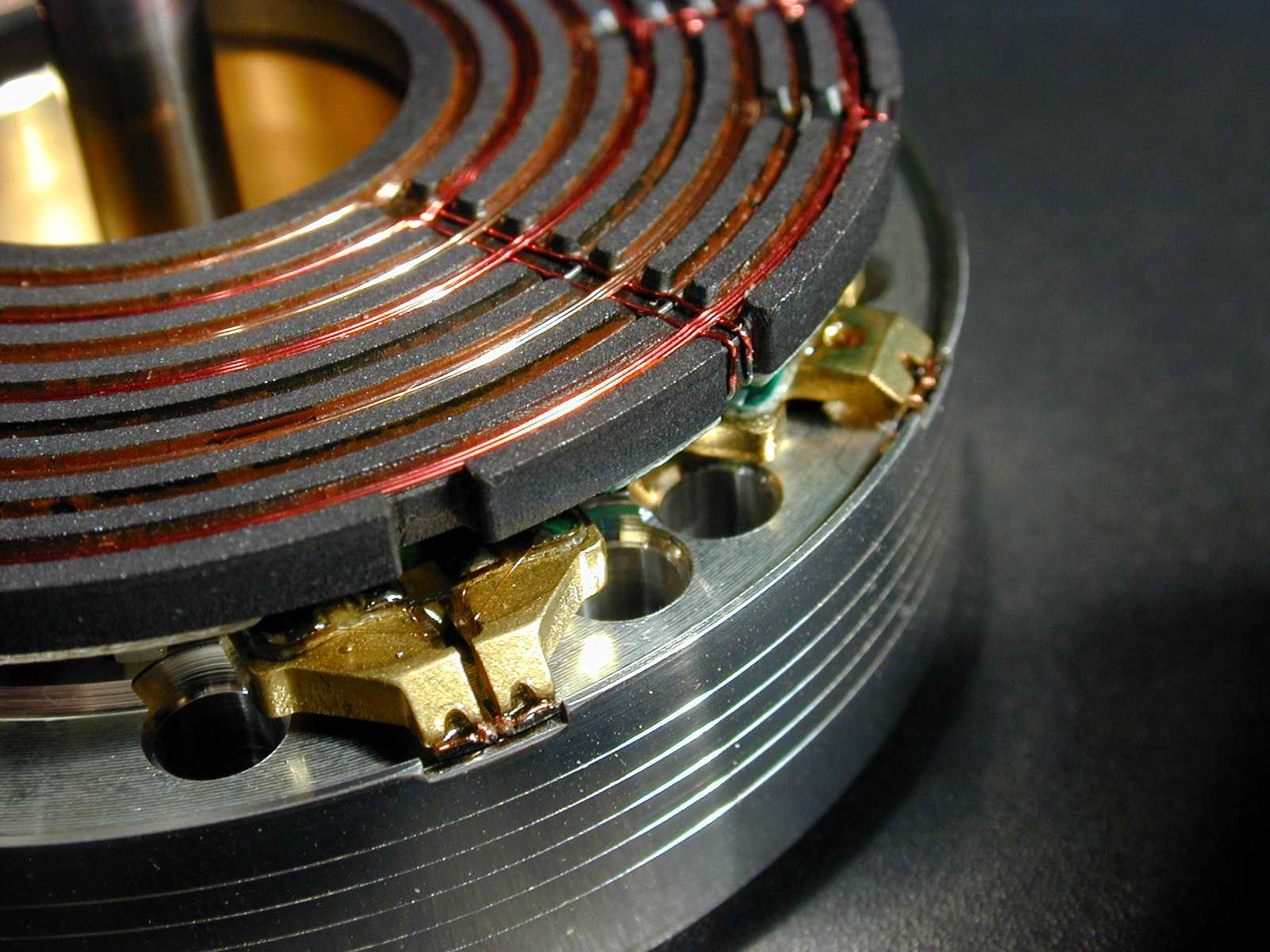
Подвижная часть барабана головок, видны вращающийся трансформатор и 3 из 6 головок данного видеомагнитофона.

До массового внедрения технологии предстояло решить ряд связанных с ней проблем. Большая относительная скорость движения поверхности магнитных головок и ленты приводит к быстрому износу обеих поверхностей. Для исключения этого обе поверхности должны быть хорошо отполированы, а контактирующие с лентой поверхности головок должны быть изготовлены из прочного, износостойкого материала. Большинство систем наклонно-строчной записи работает с воздушным зазором между лентой и барабаном с головками. Также проблемой является передача сигнала с вращающихся головок. Эту проблему решают соединением сигнала(ов) индуктивно посредством вращающегося трансформатора. Лентопротяжный механизм существенно более сложный, нежели при зафиксированных головках, поскольку при загрузке лента должна быть протянута вдоль барабана, содержащего магнитные головки. Кроме того, в кассетных видеомагнитофонах лента должна быть извлечена из кассеты, протянута вдоль барабана, а также между тонвалом и прижимным роликом. Все это ведёт к усложнению лентопротяжного механизма и возможному снижению надёжности.